# Ясная Поляна (журнал)
«Я́сная Поля́на» — педагогический журнал Л. Н. Толстого, издававшийся в течение 1862 года.

## История
Журнал выходил в Москве в 1862 году ежемесячно.
Состоял из двух отдельных выпусков: «Ясная Поляна. Школа. Журнал педагогический» и «Ясная Поляна. Книжки для детей».
Журнал имел не более 400 подписчиков.
Толстой так формулировал программу журнала:

Школа будет заключать в себе статьи педагогические. Книжка будет содержать статьи народные, то есть удобопонятные и занимательные для народа. Вот вся наша программа, с тою лишь особенностью, что, по нашему убеждению, педагогика есть наука опытная, а не отвлеченная и что для народа, по выражению Песталоцци, самое лучшее только как раз в пору
— Л. Н. Толстой. Объявление об издании нового журнала
Решительно отвергнув официальную педагогику, основанную на муштре и зубрежке, Толстой выдвигал теорию «свободного воспитания». Считая, что содержание уроков должно определяться исключительно интересами детей, он отвергал учебные программы и расписания, оценку знаний и экзамены, систему наказаний и поощрений. Отвергалась и школьная дисциплина. Кроме педагогических статей теоретического характера, в журнале помещались статьи учителей, главным образом толстовских школ, об их опыте работы по системе свободного воспитания. В книжках «Ясной Поляны» помещались рассказы из крестьянской жизни, народные песни, сказки и загадки, рассказы исторического и историко-церковного характера, изложенные простым и понятным языком.
Большая часть материала в журнале принадлежала Толстому. Он поместил здесь программную статью «К публике» (№ 1), «О народном образовании» (№ 1), «О значении описания школ и народных книг» (№ 1), «Яснополянская школа за ноябрь и декабрь месяцы» (№ 1, 3, 4), «О методах обучения грамоте» (№ 2) и др. и большое количество редакционных заметок.
Кроме Толстого, в журнале принимали участие А. С. Суворин, Г. И. Успенский, Н. В. Успенский, учителя толстовских школ И. И. Авксентьев, М. Ф. Бутович, С. Л. Гудим, В. М. Попов, А. П. Сердобольский и другие.
Н. Г. Чернышевский посвятил журналу «Ясная Поляна» рецензию (Полн. собр. соч., т. XI, М., 1951), в которой отмечал положительную роль борьбы журнала с официальной педагогикой, но, вместе с тем, отмечал отсутствие в нем четкой идеологической программы.
Из-за небольшого числа подписчиков журнал оставался убыточным. 18 октября 1862 года Лев Толстой пишет своему брату С. Н. Толстому:

На журнал чуть-чуть тянется подписка, но по общему счету, который я сделал на днях, журнал принесет 3000 убытку. К несчастью, получил я на днях две статьи недурные, которые можно напечатать, так что с небольшим трудом я дотяну до 63 года, но подписки на будущий год не делаю и продолжать не буду журнала, а ежели будут набираться материалы, то буду издавать сборником, просто книжками, без всякого обязательства.
— Письмо графу С. Н. Толстому. 18 октября 1862 года